# L'Honorable Société (roman)
Pour l’article homonyme, voir L'Honorable Société (film).
L'Honorable Société est un roman policier des écrivains français DOA et Dominique Manotti publié en 2011.  Ce roman a obtenu le grand prix de littérature policière la même année.

## Résumé
Trois jeunes militants écologistes parviennent à pirater l'ordinateur du directeur de la sécurité du CEA. Par l'intermédiaire de la webcam, ils sont alors les témoins involontaires du meurtre de ce dernier. Avant de s'enfuir, les deux meurtriers dérobent le matériel informatique de la victime. Comprenant qu'ils risquent d'être retrouvés, les trois militants décident de disparaître pour un temps. Ils deviennent ainsi de parfaits coupables pour une partie de la classe politique du pays qui désire que l'affaire soit classée au plus vite afin d'éviter que certaines affaires ne soient ébruitées. Mais le commandant de police chargé de l'enquête ne l'entend pas ainsi.